# Steppenwolf (Steppenwolf)
| Recensione              | Giudizio        |
| ----------------------- | --------------- |
| AllMusic                | [ 4 ]           |
| Debaser                 | [ 5 ]           |
| Sputnikmusic            | 4.0 (Excellent) |
| Piero Scaruffi          | [ 7 ]           |
| Dizionario del Pop-Rock | [ 8 ]           |
| 24.000 dischi           | [ 9 ]           |

Steppenwolf è il primo album del gruppo rock statunitense Steppenwolf pubblicato nel 1968.
L'album raggiunse la sesta posizione della classifica degli album e il singolo Born to Be Wild raggiunse la seconda posizione comparirà anche nella colonna sonora del film Easy Rider del 1969. Di questo brano è stata fatta una cover da svariati gruppi tra cui, The Cult, Slayer, Lizzy Borden, Zodiac Mindwarp e molti altri.

## Tracce

### LP
Lato A
1. Sookie Sookie – 3:09 (Don Covay)
2. Everybody's Next One – 2:53 (John Kay, Gabriel Mekler)
3. Berry Rides Again – 2:45 (John Kay)
4. Hootchie Kootchie Man – 5:07 (Willie Dixon)
5. Born to Be Wild – 3:28 (Mars Bondfire (Dennis Edmonton)[10])
6. Your Wall's Too High – 5:40 (John Kay)

Lato B
1. Desperation – 5:35 (John Kay)
2. The Pusher – 5:43 (Hoyt Axton)
3. A Girl I Knew – 2:38 (John Kay, Morgan A. Cavett)
4. Take What You Need – 3:28 (John Kay, Gabriel Mekler)
5. The Ostrich – 5:43 (John Kay)

### CD
Edizione CD pubblicato in Giappone nel 2013 dalla Geffen Records (UICY-75554)
1. Sookie Sookie (Don Covay)
2. Everybody's Next One (John Kay, Gabriel Mekler)
3. Berry Rides Again (John Kay)
4. Hootchie Kootchie Man (Willie Dixon)
5. Born to Be Wild (Mars Bondfire)
6. Your Wall's Too High (John Kay)
7. Desperation (John Kay)
8. The Pusher (Hoyt Axton)
9. A Girl I Knew (John Kay, Morgan A. Cavett)
10. Take What You Need (John Kay, Gabriel Mekler)
11. The Ostrich (John Kay)
12. Sookie Sookie (Don Covay) – Traccia bonus, versione singolo in monofonia
13. Take What You Need (John Kay, Gabriel Mekler) – Traccia bonus, versione singolo in monofonia
14. Born to Be Wild (Mars Bondfire) – Traccia bonus, versione singolo in monofonia
15. Everybody's Next One (John Kay, Gabriel Mekler) – Traccia bonus, versione singolo in monofonia

## Formazione
- John Kay - voce /  chitarra
- Michael Monarch - chitarra
- Rushton Moreve - basso
- Jerry Edmonton - batteria
- Goldy McJohn - tastiere

Note aggiuntive
- Gabriel Mekler – produttore
- Registrazioni effettuate al American Recording Co.
- Richard Podolor e Bill Cooper – ingegneri delle registrazioni
- Gary Burden – art direction e design copertina album originale
- Tom Gundelfinger – foto album originale [11]

## Classifica
Album
| Anno | Classifica            | Posizione raggiunta |
| ---- | --------------------- | ------------------- |
| 1968 | Billboard 200         | 6                   |
| 1970 | Official Albums Chart | 59                  |

Singoli
| Anno | Titolo del brano | Classifica             | Posizione raggiunta |
| ---- | ---------------- | ---------------------- | ------------------- |
| 1968 | Born to Be Wild  | Billboard Hot 100      | 2                   |
| 1969 | Born to Be Wild  | Official Singles Chart | 30                  |